# Прудовый (Волгоградская область)
Прудовый — посёлок в Светлоярском районе Волгоградской области, в составе Наримановского сельского поселения.

## География
Посёлок Прудовый расположен в верховьях балки Червлёная на севере Ергенинской возвышенности примерно в 32 км к юго-востоку от посёлка Нариман.

## История
Основано как ферма № 2 совхоза имени Юркина. С 1936 года в составе Ворошиловского района Сталинградской области. В 1957 году ферма № 2 совхоза "Привольный". В 1962 году присвоено наименование посёлок Прудовый  (на тот момент посёлок находился на севере Привольненского поссовета). В составе Светлоярского района - с 1965 года. С 1966 года - в составе Наримановского сельсовета.

## Население
Динамика численности населения
| 2002 |
| ---- |
| 396  |

| 2010 |
| ---- |
| 329  |

## Инфраструктура
Личное подсобное хозяйство.

## Транспорт
Просёлочные дороги